# Dasyhelea koenigi
Dasyhelea koenigi är en tvåvingeart som beskrevs av Delecolle och Rieb 1994. Dasyhelea koenigi ingår i släktet Dasyhelea och familjen svidknott.
Artens utbredningsområde är Guadeloupe. Inga underarter finns listade i Catalogue of Life.